# Conseil municipal
Pour les articles homonymes, voir Conseil municipal (Suisse).
 (novembre 2023).

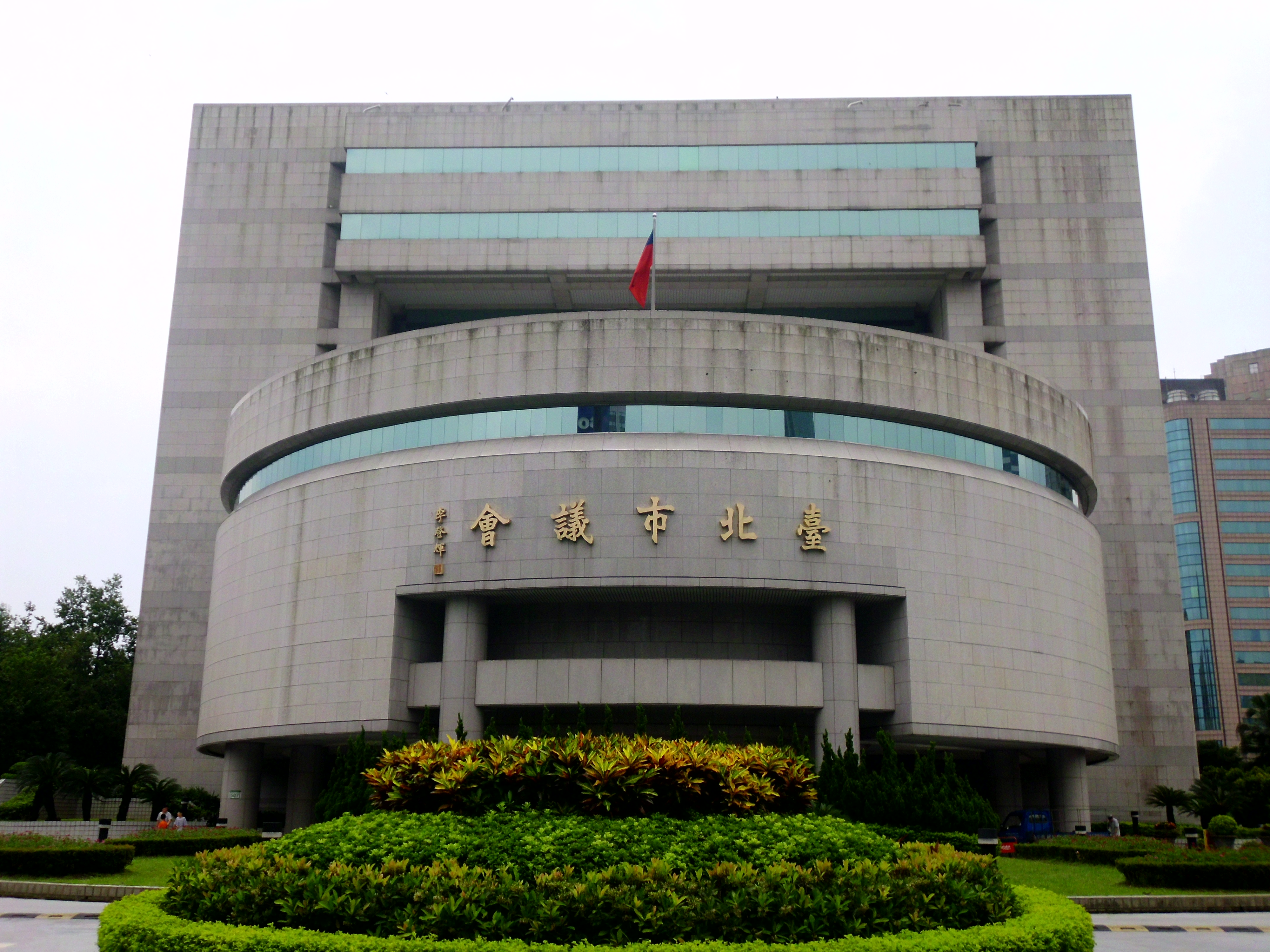
Conseil municipal de Taipei, Taïwan.

Le conseil municipal ou conseil communal est une assemblée délibérant sur la politique menée par la municipalité d'une commune. D'un pays à un autre, voire d'une subdivision administrative à l'autre dans certains pays, la désignation de ses membres, leurs droits et devoirs sont différents.
- Algérie : assemblée populaire communale
- Allemagne : Gemeinderat
- Autriche : Gemeinderat
- Belgique : conseil communal
- Brésil : câmara de vereadores
- Bulgarie :  conseil municipal
- Burkina Faso : conseil municipal
- Canada : conseil municipal
  - Île-du-Prince-Édouard : conseil municipal
  - Nouveau-Brunswick : conseil municipal
  - Québec : conseil municipal
- Chili : Conseil municipal (es)
- Colombie : Conseil municipal (es)
- Côte d'Ivoire : conseil municipal
- Danemark : conseil municipal
- Espagne : pleno del ayuntamiento
- Finlande : conseil municipal
- France : conseil municipal
- Grèce : conseil municipal
- Inde : municipalité
- Irlande : conseil municipal
- Italie : conseil communal (it) - terme officiel en français dans la Vallée d'Aoste[1]
- Lettonie : conseil municipal
- Lituanie : conseil municipal
- Luxembourg : conseil communal
- Maroc : conseil communal
- Monaco : conseil communal
- Norvège : kommunestyre
- Pays-Bas : gemeenteraad
- Pérou : Conseil municipal (es)
- Pologne : conseil municipal
- Roumanie : conseil municipal
- Suède: conseil municipal
- Suisse : voir Conseil municipal (Suisse) .
- Tunisie : conseil municipal